# سد شوولی
سد شوولی (به لاتین: Shweli I Dam) یک سد وزنی در میانمار است که در Namhkam (Shan State) واقع شده‌است.